# Oportunitetni strošek
Oportunitetni stroški (tudi: alternativni stroški; oznaka: OC) so v mikroekonomski teoriji izguba potencialnega dobička zaradi izbire druge možnosti. Poenostavljeno rečeno, oportunitetni stroški so izguba koristi, ki bi jo lahko uživali, če nam ne bi bila dana izbira.